# Dion Cooper
Dion Cooper (født 29. november 1993) er en hollandsk sanger og sangskriver. han har sammen med Mia Nicolai repræsenteret Holland i Eurovision Song Contest 2023 med sangen "Burning Daylight" men de fik en 13. plads i semifinale 1 med 7. point og kvalficerede sig ikke til finalen.